# 喬治·威廉斯
喬治·克里斯托弗·威廉斯（英語：George Christopher Williams；1995年9月7日—）是一位威爾士足球運動員。在場上的位置是前鋒。他現在效力於英格蘭足球議會全國聯賽球隊格林森林流浪。他也代表威爾士國家足球隊參賽。

## 外部連結
- Fulham F.C. profile
- Profile[] at FAW
- 足球数据库：喬治·威廉斯的球员统计数据